# Eastpak

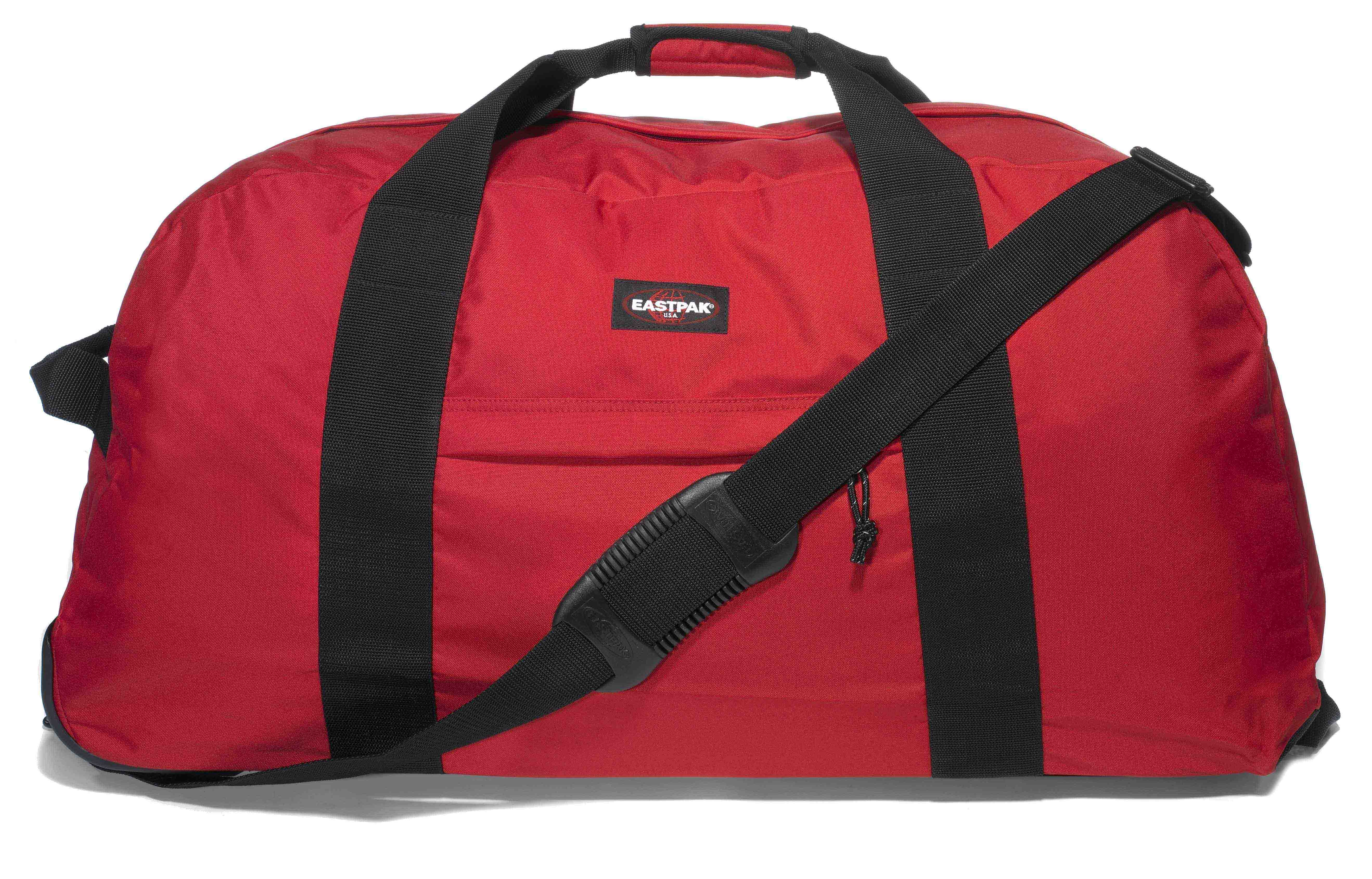
Modello Warehouse

Eastpak è un  marchio statunitense fondato nel 1952 di zaini, cartelle, borse, portafogli e accessori. È di proprietà di Vf Corporation dal 2000.
Inizialmente fondata nel 1952 come azienda col nome di Eastern Canvas Products USA, Inc., producendo borse per le forze armate statunitensi, nel 1976 ha cambiato nome nell'attuale Eastpak, focalizzandosi nel mondo del consumo.

## Storia

### Fondazione
Eastpak venne fondata nel 1952 da Monte Goldman come Eastern Canvas Products USA Inc.. La produzione era inizialmente articoli per lo US Army. La società cambiò strategia quando il figlio Mark Goldman entrò nell'azienda nel 1976. Lanciò l'azienda verso articoli sportivi e di utilità alla fiera di Chicago del 1977. Norman Jacobs entrò nella società nel 1980 e con Mark Goldman, raggiunse il traguardo di maggior produttore per gli US college market della East Coast.

### Marchio
Nel 1985 Eastpak introduce i colori chiari e la stampa su tessuto, facendo diventare i prodotti ad uso urban lifestyle. La società mise una garanzia a vita sui suoi prodotti. Aumentò il market share con una campagna pubblicitaria aggressiva con ad esempio i personaggi della striscia a fumetti Andy Capp. Eastpak entrò nel settore dei bagagli nel 1999 con il primo trolley. Il marchio venne acquisito dalla VF Corporation nel 2000, assieme ai marchi già presenti nel gruppo come JanSport, The North Face, Kipling, Lee e Wrangler.

### Espansione internazionale
Eastpak venne introdotta sul mercato europeo nel 1986 da Kostia Belkin. Fu lui ad essere convinto da Mark Goldman e Norman Jacobs a Boston a distribuire i prodotti in Europa.

## Progetti

### Designer

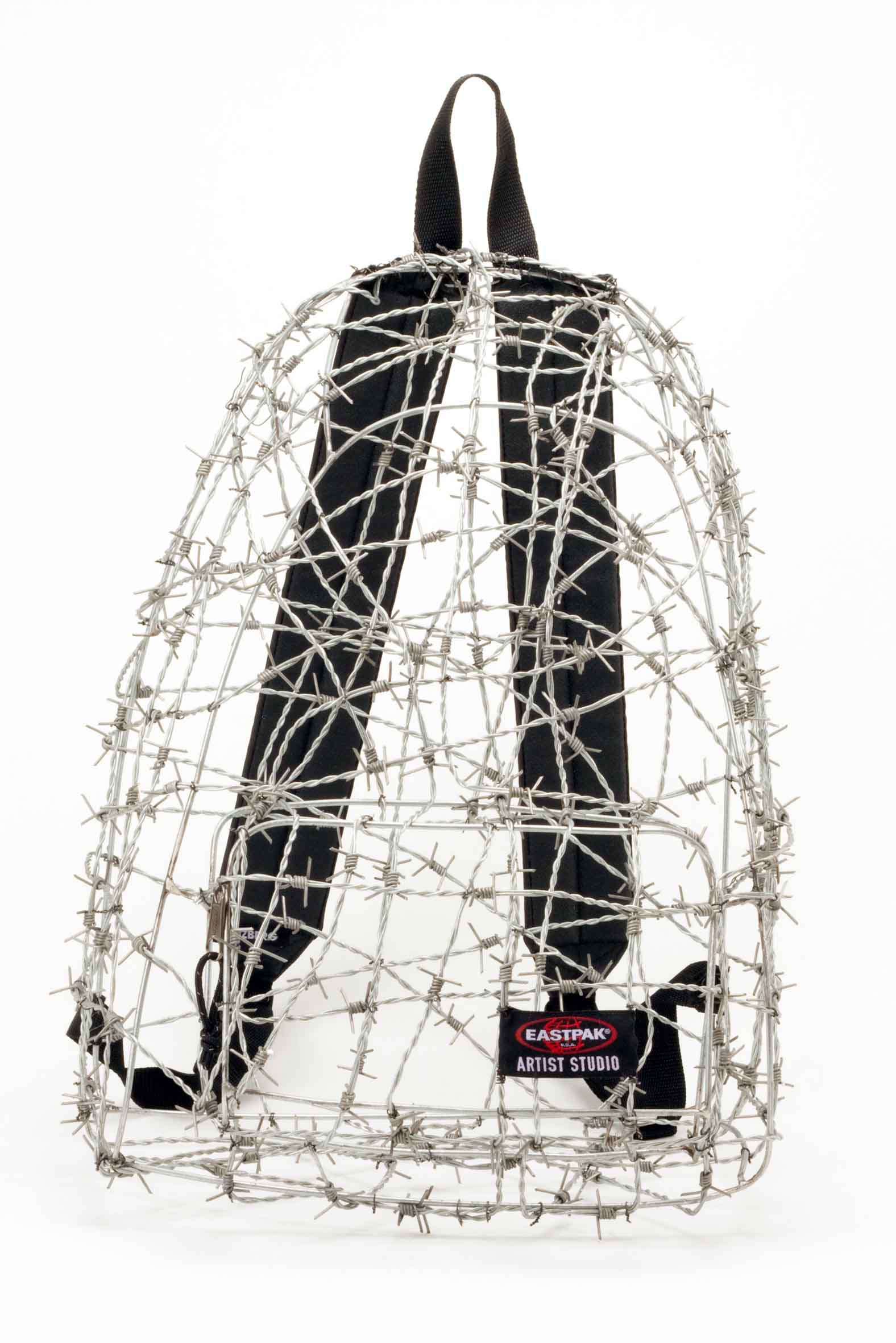
Muschi Kreuzberg x Eastpak Artist Studio 2012

Eastpak collabora con designer dal 2003 con l'artista olandese Hendrikus (“Hanky Panky”) Johannes Everhardus Schiffmacher. Successivamente con il belga Walter Van Beirendonck e Kris Van Assche, Christopher Shannon, Raf Simons e altri.